# University of North Carolina at Wilmington
Die University of North Carolina at Wilmington (UNCW) ist eine staatliche Universität in Wilmington im US-Bundesstaat North Carolina. Die Hochschule wurde 1947 gegründet. Derzeit sind 18.031 Studenten eingeschrieben. Sie ist Teil des University of North Carolina System.

## Fakultäten
- Künste und Wissenschaften
- Pädagogik (Watson School of Education)
- Pflege
- Wirtschaftswissenschaften (Cameron School of Business)
- Graduate School

## Sport
Die Sportteams der UNCW sind die Seahawks. Die Hochschule ist Mitglied der Coastal Athletic Association.

## Persönlichkeiten
- John Calipari (* 1959) – Basketballtrainer
- John Goldsberry (* 1982) – Basketballspieler
- Peter Jurasik (* 1950) – Schauspieler
- Skeet Ulrich (* 1970) – Schauspieler